# 아마레 스타더마이어
아마레 카세어스 스타더마이어(영어: Amar'e Carsares Stoudemire 어마레이 스토더마이어[*], 1982년 11월 16일 ~ )는 미국의 농구 선수, 지도자이다. 키 208cm, 몸무게 108kg의 건장한 체격과 뛰어난 운동 능력을 바탕으로 한 화려한 플레이를 펼치며 관중들의 사랑을 받는 선수이지만, 뛰어난 공격력에 비해 수비력이 부족하다는 평가를 받는다.

## 역사

### 유년과 데뷔
미국 플로리다 주에서 태어났으며 초등학교 시절까지만 해도 미식축구 선수였다. 12살 때에 아버지가 심장마비로 사망하면서 힘든 기간을 겪게 되었고, 방황의 기간을 거치다가 14세에 친형 Hazell Jr.에게 농구를 배우면서 관심을 갖고 농구 선수로써의 진로를 정하게 되었다. 범죄자인 어머니로 인해 여러 고등학교를 전전하는 처지였지만, 다양한 고등학교의 농구부를 거치면서 실력을 쌓아갔고, 마지막 고등학교인 사이프러스 크릭 고등학교를 졸업한 뒤 2002년 NBA 신인 드래프트에서 1라운드 9순위로 피닉스 선스에 뽑혔다. 루키 시즌에 13.5득점 8.8리바운드를 기록하며 야오밍을 제치고 고졸 신인으로써는 최초로 신인상을 받으며 화려하게 데뷔하였다.

### 성장
2년차였던 2003-04 시즌에 그는 발목 부상을 당하면서 18경기에 결장했지만, 평균 20득점, 9리바운드를 기록하며 2년차 징크스를 겪지 않고 점점 더 막기 어려운 선수로 성장해나갔다. 그리고 2004-05 시즌이 시작하기 전 그의 가장 큰 동반자인 스티브 내시가 피닉스에 합류하며 새로운 전기를 마련하게 된다. 동료들을 이용할 줄 알고 찬스를 제공하는데 뛰어난 포인트가드인 스티브 내시와 함께 하면서 그의 공격 능력은 한단계 성숙하며 56%의 야투 성공률과 795회의 자유투, 커리어 하이인 평균 26득점을 기록하며 NBA 올스타에 선정되었으며, 피닉스 선즈는 62승 20패라는 기록으로 서부 컨퍼런스 1위를 차지하게 된다.

### 부상
2005-06 시즌 직전, 그는 양쪽 무릎 미세골절 판정을 받고 무릎 관절경 수술을 받게 된다. 그 결과로써 그는 2005-06시즌에 고작 3경기밖에 뛰지 못하게 되었다. 이전에 동일한 수술을 받았던 트레이시 맥그래디와 같은 선수들이 예전의 운동 능력을 회복하지 못했다는 전례로 인해 대부분의 사람들이 그의 복귀 가능성을 낮게 봤지만, 수술과 재활을 거친 1년 후 2006-07시즌에 그는 사람들의 예상을 뒤집고 복귀전에서 20득점, 9리바운드라는 기록을 남기면서 화려하게 부활하였다. 시즌 전체로 봐서도 리바운드 기록은 그의 커리어 하이였으며, 득점도 20점대를 유지했다. 2007-08시즌 중거리 슛과 2대2 플레이 등 좀 더 성숙된 플레이를 펼치면서 전성기 시절에 버금가는 실력을 보여줬으며, 또다시 올스타와 NBA 세컨드팀에 선출되는 영광을 얻었다. 08-09 시즌 도중 눈 수술을 받게 되며 또다시 시즌을 접어야 했지만, 2009-10 시즌 그는 또 다시 부활해 짐승의 모습을 보여주고 있다.

## 현재

### 이적
강력한 스코어러이지만, 비교적 부족한 수비력과 그의 몸상태에 불안감을 느낀 피닉스는 2009-10 시즌이 끝난 뒤 FA자격을 얻게 된 그를 적극적으로 잡지 않았고, 아마레는 자신의 가치를 존중해준 뉴욕 닉스로 이적하게 된다. 뉴욕은 2010-11 시즌 우승을 위해 아마레 스타더마이어, 카멜로 앤서니, 천시 빌럽스 등 유명 선수들을 영입해 전력을 강화했다. 또한 아마레의 공격력을 지원해 줄 수 있는 포인트 가드로 레이먼드 펠튼을 영입했다. 사람들은 그의 대부분의 기록이 내시로 인해 이루어진 것이라며 그의 실패를 점쳤다. 그러나 그는 내시의 그늘에서 벗어나서도 그의 실력이 유지 될 수 있음을 증명해보였다. 레이먼드 펠튼과 함께 그는 여전히 20득점 - 9리바운드 이상을 기록하였으며, 카멜로 앤써니와 함께 팀의 주력 스코어러로 활약하게 되었다. 결과적으로 닉스 구단은 5할이 넘는 승률을 기록하며 1999-2000 시즌 이후 11년 만에 동부 지구 6위로 플레이오프에 진출했다.

### 뉴욕에서의 미래
1982년생인 아마레 스타더마이어는 2011년 대한민국 나이로 30세가 되었다. NBA 선수의 평균 수명이 30대 초중반이라는 것을 감안했을 때, 그는 이제 전성기가 지나 하락기에 있다고 볼 수 있다. 게다가 파워풀한 플레이 스타일과 그의 몸무게는 그의 무릎 부상을 재발시킬 수 있다. 하지만 아직 지금 그의 모습을 본다면 1,2년 사이에 그가 급격히 쇠락할 듯하지는 않다. 그는 여전히 가장 파괴적인 파워 포워드 중 한명이며, 오히려 그의 경험은 그의 부담감과 부상 관리 능력을 키워 주었다. 몇년 사이에 팀원들과 호흡이 완벽해진다면, 그는 은퇴 전에 우승반지를 차지할 수 있는 능력이 있는 선수이다.